# Кужнурово
Кужну́рово (рос. Кужнурово, марій. Кужнур) — присілок у складі Сернурського району Марій Ел, Росія. Входить до складу Чендемеровського сільського поселення.

## Населення
Населення — 120 осіб (2010; 101 у 2002).
Національний склад (станом на 2002 рік):
- марі — 98 %